# (9850) Ralphcopeland
(9850) Ralphcopeland, désignation provisoire 1990 TM5, est un astéroïde de la ceinture principale découvert en 1990.

## Description
(9850) Ralphcopeland a été découvert le 9 octobre 1990 à l'observatoire de Siding Spring, situé près de Coonabarabran, en Nouvelle-Galles du Sud, en Australie, par Robert H. McNaught.

### Caractéristiques orbitales
L'orbite de cet astéroïde est caractérisée par un demi-grand axe de 2,37 UA, un périhélie de 2,05 UA, une excentricité de 0,13 et une inclinaison de 6,13° par rapport à l'écliptique. Du fait de ces caractéristiques, à savoir un demi-grand axe compris entre 2 et 3,2 UA et un périhélie supérieur à 1,666 UA, il est classé, selon la JPL Small-Body Database, comme objet de la ceinture principale.

### Caractéristiques physiques
(9850) Ralphcopeland a une magnitude absolue (H) de 14,2 et un albédo estimé à 0,243.

## Étymologie
Cet astéroïde est nommé en l'honneur de Ralph Copeland (1837–1905).